# 筒腹便蛛
筒腹便蛛（学名：Fecenia cylindrata）为褛网蛛科便蛛属的动物。分布于缅甸以及中国大陆的海南等地。该物种的模式产地在缅甸。

## 同物異名
- Fecenia hainanensis Wang, 1990b